# Cúp AFC 2015
AFC Cup 2015 là phiên bản thứ 12 của AFC Cup, giải bóng đá cấp câu lạc bộ hạng hai châu Á được tổ chức bởi Liên đoàn bóng đá châu Á (AFC).
Johor Darul Ta'zim vô địch giải đấu sau khi đánh bại Istiklol ở trận chung kết.
Al-Qadsia là đương kim vô địch, nhưng đã bị loại ở vòng bán kết sau khi Hiệp hội bóng đá Kuwait chịu cấm vận của FIFA.

## Phân bổ đội của các hiệp hội
Ủy ban thi đấu AFC đã đề xuất cải tổ các giải đấu cấp câu lạc bộ AFC vào ngày 25 tháng 1 năm 2014, được phê chuẩn bởi Ủy ban điều hành AFC vào ngày 16 tháng 4 năm 2014. Các hiệp hội thành viên được xếp hạng dựa trên thành tích của đội tuyển quốc gia và câu lạc bộ của họ trong bốn năm qua trong các cuộc thi của AFC, với việc phân bổ các vị trí cho các phiên bản 2015 và 2016 của các giải đấu cấp câu lạc bộ của AFC được xác định bởi bảng xếp hạng năm 2014:
- 24 hiệp hội thành viên (MA) hàng đầu theo bảng xếp hạng AFC không nhận được các suất vào vòng bảng tại AFC Champions League sẽ đủ điều kiện tham dự vòng bảng AFC Cup (bao gồm cả những đội thua vòng loại AFC Champions League).
- Các MA xếp hạng 25 đến 32 đủ điều kiện tham dự vòng bảng AFC Cup và các hiệp hội xếp hạng 33 đến 47 đủ điều kiện tham dự vòng AFC Cup (bao gồm cả các "quốc gia mới nổi" đã tham gia AFC President's Cup, có phiên bản cuối cùng vào năm 2014).

Ủy ban thi đấu AFC đã quyết định về sự tham gia của các hiệp hội thành viên trong phiên bản 2015 và 2016 của AFC Cup vào ngày 28 tháng 11 năm 2014.
| Participation for 2015 AFC Cup | Participation for 2015 AFC Cup |
| ------------------------------ | ------------------------------ |
|                                | Participating                  |
|                                | Not participating              |

| Xếp hạng | Xếp hạng | Hiệp hội thành viên | Điểm   | Suất dự       | Suất dự   | Suất dự       | Suất dự      |
| Xếp hạng | Xếp hạng | Hiệp hội thành viên | Điểm   | Vòng loại ACL | Vòng bảng | Vòng loại     | Vòng loại    |
| Khu vực  | Tất cả   | Hiệp hội thành viên | Điểm   | Vòng loại ACL | Vòng bảng | Vòng Play-off | Vòng sơ loại |
| -------- | -------- | ------------------- | ------ | ------------- | --------- | ------------- | ------------ |
| 6        | 10       | Iraq[A]             | 47.106 | 0             | 2         | 0             | 0            |
| 7        | 11       | Kuwait              | 45.423 | 1             | 1         | 0             | 0            |
| 8        | 12       | Jordan              | 44.309 | 1             | 1         | 0             | 0            |
| 9        | 14       | Oman                | 30.586 | 1             | 0         | 1             | 0            |
| 10       | 16       | Bahrain             | 25.547 | 1             | 0         | 1             | 0            |
| 11       | 17       | Li Băng[B]          | 25.043 | 0             | 1         | 1             | 0            |
| 12       | 19       | Syria[B]            | 22.883 | 0             | 1         | 1             | 0            |
| 13       | 25       | Palestine           | 15.911 | 0             | 1         | 0             | 1            |
| 14       | 28       | Tajikistan          | 11.761 | 0             | 1         | 0             | 1            |
| 15       | 29       | Afghanistan[C]      | 11.464 | 0             | 0         | 0             | 0            |
| 16       | 30       | Turkmenistan[D]     | 10.554 | 0             | 0         | 0             | 2            |
| 17       | 32       | Kyrgyzstan[E]       | 8.761  | 0             | 0         | 0             | 1            |
| 18       | 35       | Yemen[E]            | 5.249  | 0             | 0         | 0             | 1            |
| 19       | 36       | Sri Lanka           | 4.071  | 0             | 0         | 0             | 0            |
| 20       | 37       | Bangladesh[F]       | 3.643  | 0             | 0         | 0             | 1            |
| 21       | 38       | Nepal[F]            | 3.268  | 0             | 0         | 0             | 1            |
| 22       | 39       | Pakistan            | 2.732  | 0             | 0         | 0             | 0            |
| 23       | 46       | Bhutan              | 0.000  | 0             | 0         | 0             | 0            |
| Tổng     | Tổng     | Tổng                | Tổng   | 4             | 8         | 4             | 8            |
| Tổng     | Tổng     | Tổng                | Tổng   | 4             | 8         | 12            |              |

| Xếp hạng | Xếp hạng | Hiệp hội thành viên | Điểm   | Suất dự       | Suất dự   | Suất dự       | Suất dự   |
| Xếp hạng | Xếp hạng | Hiệp hội thành viên | Điểm   | Vòng loại ACL | Vòng bảng | Vòng loại     | Vòng loại |
| Khu vực  | Tất cả   | Hiệp hội thành viên | Điểm   | Vòng loại ACL | Vòng bảng | Vòng Play-off |           |
| -------- | -------- | ------------------- | ------ | ------------- | --------- | ------------- | --------- |
| 7        | 18       | Indonesia           | 25.004 | 1             | 1         | 0             |           |
| 8        | 20       | Hồng Kông           | 20.077 | 1             | 1         | 0             |           |
| 9        | 21       | Myanmar[G]          | 18.949 | 1             | 1         | 0             |           |
| 10       | 22       | Malaysia[H]         | 18.153 | 1             | 1         | 0             |           |
| 11       | 23       | Ấn Độ[H]            | 16.756 | 1             | 1         | 0             |           |
| 12       | 24       | Singapore[H]        | 16.097 | 1             | 1         | 0             |           |
| 13       | 26       | Maldives            | 15.884 | 0             | 1         | 1             |           |
| 14       | 27       | Philippines         | 12.268 | 0             | 1         | 1             |           |
| 15       | 31       | Triều Tiên[I]       | 9.000  | 0             | 0         | 0             |           |
| 16       | 33       | Lào[J]              | 7.554  | 0             | 1         | 0             |           |
| 17       | 34       | Guam                | 5.946  | 0             | 0         | 0             |           |
| 18       | 39       | Đông Timor          | 2.732  | 0             | 0         | 0             |           |
| 19       | 41       | Ma Cao              | 2.625  | 0             | 0         | 0             |           |
| 20       | 42       | Cam-pu-chia         | 2.464  | 0             | 0         | 0             |           |
| 21       | 43       | Đài Bắc Trung Hoa   | 2.089  | 0             | 0         | 0             |           |
| 22       | 44       | Mông Cổ             | 1.554  | 0             | 0         | 0             |           |
| 23       | 45       | Brunei              | 0.804  | 0             | 0         | 0             |           |
| Tổng     | Tổng     | Tổng                | Tổng   | 6             | 9         | 2             |           |

Ghi chú
1. ^ Iraq đã được trao quyền tham dự AFC Cup 2015 đặc biệt, vì họ không được phép tham dự AFC Champions League 2015 vì không đội nào của họ vượt qua các yêu cầu cấp phép của câu lạc bộ cho năm 2015.
2. ^ a b Li Băng và Syria không được phép tham dự AFC Champions League 2015 vì không đội nào của họ vượt qua yêu cầu cấp phép câu lạc bộ cho năm 2015, vì vậy, nhà vô địch của họ trực tiếp vào vòng bảng AFC Cup thay vì thi đấu vòng loại AFC Champions League.
3. ^ Afghanistan đã được phân bổ một suất vào vòng bảng và một suất vào vòng loại AFC Cup 2015 và 2016, nhưng không gửi danh sách cho AFC Cup 2015.
4. ^ Turkmenistan được phân bổ một suất vào vòng bảng và một suất vào vòng loại AFC Cup 2015 và 2016, nhưng cả hai đội đã tham dự vòng loại AFC Cup 2015 do sự tham gia của Iraq.
5. ^ a b Kyrgyzstan và Yemen được phân bổ một suất vào vòng loại AFC Cup 2015 do tham gia AFC Cup 2014.
6. ^ a b Bangladesh và Nepal đã được phân bổ một một suất vào vòng loại AFC Cup 2015 do kết quả ở AFC President's Cup 2014.
7. ^ Myanmar đã được phân bổ một suất vào vòng bảng và một suất vào vòng loại AFC Cup 2015 và 2016, nhưng cả hai đội đã vào vòng bảng AFC Cup 2015 do sự rút lui của Triều Tiên.
8. ^ a b c Malaysia, Ấn Độ và Singapore được phân bổ một suất vào vòng bảng và một suất vào vòng loại AFC Cup 2015 và 2016, nhưng cả hai đội đã vào vòng bảng cho AFC Cup 2015 do thiếu các đội chơi ở khu vực Đông Á.
9. ^ Triều Tiên được phân bổ một suất vào vòng bảng và một suất vào vòng loại AFC Cup 2015 và 2016, nhưng đã rút lui khỏi AFC Cup 2015.
10. ^ Lào được phân bổ một suất vào vòng bảng và một suất vào vòng loại AFC Cup 2015 và 2016, nhưng chỉ cử một đội tham dự AFC Cup 2015.

## Các đội tham dự
Có 41 đội từ 23 hiệp hội tham dự giải đấu.
Chú thích:
- TH: Đương kim vô địch
- 1st, 2nd, 3rd,...: Vị trí tại giải quốc nội
- CW: Đội vô địch cúp quốc gia
- PW: Đội thắng play-off dự AFC Cup cuối mùa
- ACL PR1: Đội thua vòng sơ loại 1 AFC Champions League
- ACL PR2: Đội thua vòng sơ loại 2 AFC Champions League
- ACL PO: Đội thua vòng play-off AFC Champions League
- APC GS: Đội xếp thứ nhất nhất vòng bảng AFC President's Cup

| Tây Á                               | Tây Á                             | Tây Á                        | Tây Á                   |
| ----------------------------------- | --------------------------------- | ---------------------------- | ----------------------- |
| Al-QadsiaTH (1st, ACL PO)           | Al-Wehdat (1st, CW, ACL PR2)      | Al-Nejmeh (1st)              |                         |
| Al-Shorta (1st) [Note IRQ]          | Al-Jazeera (3rd) [Note JOR]       | Al-Wahda (1st)               |                         |
| Erbil (2nd) [Note IRQ]              | Al-Nahda (1st, ACL PR2)           | Taraji Wadi Al-Nes (1st)     |                         |
| Al-Kuwait (CW)                      | Riffa (1st, ACL PR2)              | Istiklol (1st, CW)           |                         |
| Đông Á                              |                                   |                              |                         |
| Persib Bandung (1st, ACL PR2)       | Yadanarbon (1st, ACL PR1)         | Bengaluru FC (1st, ACL PR1)  | New Radiant (1st)       |
| Persipura Jayapura (2nd) [Note IDN] | Ayeyawady United (CW)             | East Bengal (2nd) [Note IND] | Global (1st) [Note PHI] |
| Kiệt Chí (1st, ACL PR2)             | Johor Darul Ta'zim (1st, ACL PR2) | Warriors (1st, ACL PR2)      | Lao Toyota FC (2nd)     |
| Nam Hoa (PW)                        | Pahang (CW)                       | Balestier Khalsa (CW)        |                         |

| Tây Á                    | Tây Á              | Đông Á                | Đông Á |
| ------------------------ | ------------------ | --------------------- | ------ |
| Fanja (CW)               | Salam Zgharta (CW) | Maziya (CW)           |        |
| Al-Hidd (3rd) [Note BHR] | Al-Jaish (CW)      | Ceres (CW) [Note PHI] |        |

| Tây Á              | Tây Á            | Tây Á         | Tây Á                            |
| ------------------ | ---------------- | ------------- | -------------------------------- |
| Hilal Al-Quds (CW) | Altyn Asyr (1st) | Dordoi (1st)  | Sheikh Russel (APC GS)           |
| Khayr Vahdat (2nd) | Ahal (CW)        | Al-Saqr (1st) | Manang Marshyangdi Club (APC GS) |

Ghi chú
1. ^ Bahrain (BHR): Al-Hidd tham dự AFC Cup thay cho East Riffa, đội vô địch Bahraini King's Cup 2014.[9][10]
2. ^ Ấn Độ (IND): East Bengal tham dự AFC Cup thay cho Churchill Brothers, đội vô địch Indian Federation Cup 2013–14.[11]
3. ^ Indonesia (IDN): Khi Piala Indonesia bị hủy do sự thắt chặt lịch trình gây ra bởi cuộc bầu cử quốc hội và tổng thống, đội á quân Indonesia Super League được chọn để đại diện cho Indonesia tham dự AFC Cup.
4. ^ Iraq (IRQ): Do tình hình chiến tranh ngày càng tồi tệ và tình trạng bất ổn gia tăng, Hiệp hội bóng đá Iraq hủy phần còn lại của mùa giải 2013–14 vào ngày 18 tháng 6 năm 2014. Bảng xếp hạng tại điểm hủy được tuyên bố là kết quả cuối cùng, nghĩa là Al-Shorta và Erbil lần lượt là đội vô địch và á quân Giải Ngoại hạng Iraq 2013–14.[12]
5. ^ Jordan (JOR): Al-Jazeera tham dự AFC Cup thay cho Al-Faisaly, đội á quân Jordan League 2013–14.[13]
6. ^ Philippines (PHI): Liên đoàn bóng đá Philippine quyết định đội vô địch UFL Division 1 (lọt vào vòng bảng) và UFL FA League Cup (lọt vào vòng loại) được chọn để đại diện cho Philippines tham dự AFC Cup.[14]

## Vòng loại

### Vòng sơ loại
| Đội 1         | Tỉ số | Đội 2                   |
| Tây Á         | Tây Á | Tây Á                   |
| ------------- | ----- | ----------------------- |
| Ahal          | 1–0   | Dordoi                  |
| Altyn Asyr    | 0–1   | Al-Saqr                 |
| Khayr Vahdat  | 1–0   | Sheikh Russel           |
| Hilal Al-Quds | w/o   | Manang Marshyangdi Club |

Manang Marshyangdi Club bỏ cuộc.

### Vòng play-off
| Đội 1         | Tỉ số                | Đội 2         |
| Tây Á         | Tây Á                | Tây Á         |
| ------------- | -------------------- | ------------- |
| Fanja         | 2–3                  | Ahal          |
| Al-Hidd       | 2–1                  | Al-Saqr       |
| Salam Zgharta | 3–0                  | Khayr Vahdat  |
| Al-Jaish      | 0–0 (s.h.p.) (5–4 p) | Hilal Al-Quds |
| Đông Á        |                      |               |
| Maziya        | 1–0                  | Ceres         |

Ghi chú
1. ^ Các đội bóng Syria không được chơi các trận đấu sân nhà trong nước vì lí do an ninh.

## Vòng bảng
Các trận đấu diễn ra vào ngày 24–25 tháng 2, 10–11 tháng 3 năm 17–18 tháng 3, 14–15 tháng 4, 28–29 tháng 4, và 12–13 tháng 5 năm 2015.

### Bảng A
| VT | Đội           | ST | T | H | B | BT | BB | HS  | Đ  | Giành quyền tham dự |     | WEH | WAH | NAH | SZG |
| -- | ------------- | -- | - | - | - | -- | -- | --- | -- | ------------------- | --- | --- | --- | --- | --- |
| 1  | Al-Wehdat     | 6  | 4 | 1 | 1 | 16 | 3  | +13 | 13 | Vòng loại trực tiếp |     | —   | 0–1 | 4–0 | 5–1 |
| 2  | Al-Wahda      | 6  | 3 | 2 | 1 | 8  | 4  | +4  | 11 | Vòng loại trực tiếp |     | 1–1 | —   | 1–2 | 3–1 |
| 3  | Al-Nahda      | 6  | 2 | 1 | 3 | 7  | 11 | −4  | 7  |                     |     | 0–3 | 0–0 | —   | 4–1 |
| 4  | Salam Zgharta | 6  | 1 | 0 | 5 | 5  | 18 | −13 | 3  |                     | 0–3 | 0–2 | 2–1 | —   |     |

Ghi chú
1. ^ a b c Các đội bóng Syria không được chơi các trận sân nhà trong nước vì lí do an ninh.

### Bảng B
| VT | Đội                | ST | T | H | B | BT | BB | HS | Đ | Giành quyền tham dự |     | SHO | JAZ | TWN | HID |
| -- | ------------------ | -- | - | - | - | -- | -- | -- | - | ------------------- | --- | --- | --- | --- | --- |
| 1  | Al-Shorta          | 6  | 2 | 3 | 1 | 14 | 7  | +7 | 9 | Vòng loại trực tiếp |     | —   | 4–0 | 6–2 | 2–2 |
| 2  | Al-Jazeera         | 6  | 2 | 3 | 1 | 6  | 7  | −1 | 9 | Vòng loại trực tiếp |     | 1–1 | —   | 2–0 | 1–0 |
| 3  | Taraji Wadi Al-Nes | 6  | 1 | 3 | 2 | 6  | 11 | −5 | 6 |                     |     | 1–0 | 1–1 | —   | 1–1 |
| 4  | Al-Hidd            | 6  | 0 | 5 | 1 | 6  | 7  | −1 | 5 |                     | 1–1 | 1–1 | 1–1 | —   |     |

1. 1 2  Điểm đối đầu: Al-Shorta 4, Al-Jazeera 1.

Ghi chú
1. ^ a b c Các đội bóng Iraq không được chơi các trận sân nhà trong nước vì lí do an ninh.

### Bảng C
| VT | Đội       | ST | T | H | B | BT | BB | HS | Đ  | Giành quyền tham dự |     | IST | QAD | ERB | AHA |
| -- | --------- | -- | - | - | - | -- | -- | -- | -- | ------------------- | --- | --- | --- | --- | --- |
| 1  | Istiklol  | 6  | 3 | 2 | 1 | 12 | 8  | +4 | 11 | Vòng loại trực tiếp |     | —   | 2–0 | 1–3 | 5–2 |
| 2  | Al-Qadsia | 6  | 3 | 1 | 2 | 7  | 6  | +1 | 10 | Vòng loại trực tiếp |     | 2–2 | —   | 1–2 | 2–0 |
| 3  | Erbil     | 6  | 2 | 1 | 3 | 8  | 8  | 0  | 7  |                     |     | 0–0 | 0–1 | —   | 2–3 |
| 4  | Ahal      | 6  | 2 | 0 | 4 | 8  | 13 | −5 | 6  |                     | 1–2 | 0–1 | 2–1 | —   |     |

Ghi chú
1. ^ a b c Các đội bóng Iraq không được chơi các trận sân nhà trong nước vì lí do an ninh.

### Bảng D
| VT | Đội       | ST | T | H | B | BT | BB | HS | Đ  | Giành quyền tham dự |     | JAI | KUW | RIF | NEJ |
| -- | --------- | -- | - | - | - | -- | -- | -- | -- | ------------------- | --- | --- | --- | --- | --- |
| 1  | Al-Jaish  | 6  | 4 | 2 | 0 | 6  | 1  | +5 | 14 | Vòng loại trực tiếp |     | —   | 0–0 | 1–1 | 1–0 |
| 2  | Al-Kuwait | 6  | 3 | 1 | 2 | 9  | 6  | +3 | 10 | Vòng loại trực tiếp |     | 0–1 | —   | 2–1 | 4–1 |
| 3  | Riffa     | 6  | 2 | 2 | 2 | 7  | 7  | 0  | 8  |                     |     | 0–1 | 2–1 | —   | 2–1 |
| 4  | Al-Nejmeh | 6  | 0 | 1 | 5 | 4  | 12 | −8 | 1  |                     | 0–2 | 1–2 | 1–1 | —   |     |

Ghi chú
1. ^ a b Lịch thi đấu giữa Al-Kuwait và Al-Nejmeh đã bị đảo ngược so với thứ tự ban đầu.
2. ^ a b c Các đội bóng Syria không được chơi các trận sân nhà trong nước vì lí do an ninh.

### Bảng E
| VT | Đội                | ST | T | H | B | BT | BB | HS  | Đ  | Giành quyền tham dự |     | PSJ | BGL | MAZ | WAR |
| -- | ------------------ | -- | - | - | - | -- | -- | --- | -- | ------------------- | --- | --- | --- | --- | --- |
| 1  | Persipura Jayapura | 6  | 5 | 1 | 0 | 17 | 4  | +13 | 16 | Vòng loại trực tiếp |     | —   | 3–1 | 0–0 | 6–0 |
| 2  | Bengaluru FC       | 6  | 4 | 0 | 2 | 8  | 8  | 0   | 12 | Vòng loại trực tiếp |     | 1–3 | —   | 2–1 | 1–0 |
| 3  | Maziya             | 6  | 2 | 1 | 3 | 7  | 6  | +1  | 7  |                     |     | 1–2 | 1–2 | —   | 2–0 |
| 4  | Warriors           | 6  | 0 | 0 | 6 | 1  | 15 | −14 | 0  |                     | 1–3 | 0–1 | 0–2 | —   |     |

### Bảng F
| VT | Đội                | ST | T | H | B | BT | BB | HS  | Đ  | Giành quyền tham dự |     | JDT | KIT | EBG | BAL |
| -- | ------------------ | -- | - | - | - | -- | -- | --- | -- | ------------------- | --- | --- | --- | --- | --- |
| 1  | Johor Darul Ta'zim | 6  | 5 | 0 | 1 | 11 | 3  | +8  | 15 | Vòng loại trực tiếp |     | —   | 2–0 | 4–1 | 3–0 |
| 2  | Kiệt Chí           | 6  | 3 | 2 | 1 | 10 | 6  | +4  | 11 | Vòng loại trực tiếp |     | 2–0 | —   | 2–2 | 3–0 |
| 3  | East Bengal        | 6  | 1 | 2 | 3 | 8  | 10 | −2  | 5  |                     |     | 0–1 | 1–1 | —   | 3–0 |
| 4  | Balestier Khalsa   | 6  | 1 | 0 | 5 | 3  | 13 | −10 | 3  |                     | 0–1 | 1–2 | 2–1 | —   |     |

### Bảng G
| VT | Đội        | ST | T | H | B | BT | BB | HS  | Đ  | Giành quyền tham dự |     | SCA | PAH | GLO | YAD |
| -- | ---------- | -- | - | - | - | -- | -- | --- | -- | ------------------- | --- | --- | --- | --- | --- |
| 1  | Nam Hoa    | 6  | 6 | 0 | 0 | 19 | 3  | +16 | 18 | Vòng loại trực tiếp |     | —   | 3–1 | 3–0 | 3–1 |
| 2  | Pahang     | 6  | 2 | 2 | 2 | 11 | 10 | +1  | 8  | Vòng loại trực tiếp |     | 0–1 | —   | 0–0 | 7–4 |
| 3  | Global     | 6  | 1 | 2 | 3 | 5  | 12 | −7  | 5  |                     |     | 1–6 | 0–0 | —   | 4–1 |
| 4  | Yadanarbon | 6  | 1 | 0 | 5 | 10 | 20 | −10 | 3  |                     | 0–3 | 2–3 | 2–0 | —   |     |

### Bảng H
| VT | Đội              | ST | T | H | B | BT | BB | HS | Đ  | Giành quyền tham dự |     | PSB | AYE | NRA | LAO |
| -- | ---------------- | -- | - | - | - | -- | -- | -- | -- | ------------------- | --- | --- | --- | --- | --- |
| 1  | Persib Bandung   | 6  | 3 | 3 | 0 | 10 | 5  | +5 | 12 | Vòng loại trực tiếp |     | —   | 3–3 | 4–1 | 1–0 |
| 2  | Ayeyawady United | 6  | 2 | 4 | 0 | 13 | 9  | +4 | 10 | Vòng loại trực tiếp |     | 1–1 | —   | 0–0 | 4–3 |
| 3  | New Radiant      | 6  | 1 | 2 | 3 | 4  | 10 | −6 | 5  |                     |     | 0–1 | 0–3 | —   | 2–1 |
| 4  | Lao Toyota FC    | 6  | 0 | 3 | 3 | 7  | 10 | −3 | 3  |                     | 0–0 | 2–2 | 1–1 | —   |     |

## Vòng loại trực tiếp
Ở vòng loại trực tiếp, 16 đội chơi theo thể thức loại trực tiếp. Ở vòng tứ kết và bán kết, mỗi cặp đấu diễn ra theo thể thức hai lượt sân nhà-sân khách, trong khi ở vòng 16 đội và chung kết, mỗi cặp đấu diễn ra theo thể thức một lượt. Luật bàn thắng sân khách (đối với cặp đấu hai lượt), hiệp phụ (luật bàn thắng sân khách không được áp dụng trong hiệp phụ) và loạt sút luân lưu được sử dụng để xác định đội thắng nếu cần thiết.

### Vòng 16 đội
Ở vòng 16 đội, đội nhất bảng này đấu với đội nhì bảng khác ở cùng khu vực, các trận đấu được tổ chức trên sân của đội nhất bảng.

| Đội 1              | Tỉ số                | Đội 2            |
| Tây Á              | Tây Á                | Tây Á            |
| ------------------ | -------------------- | ---------------- |
| Al-Wehdat          | 0–1                  | Al-Qadsia        |
| Istiklol           | 1–1 (s.h.p.) (4–2 p) | Al-Wahda         |
| Al-Shorta          | 0–2                  | Al-Kuwait        |
| Al-Jaish           | 1–0                  | Al-Jazeera       |
| Đông Á             |                      |                  |
| Persipura Jayapura | 0–3 (awd.)           | Pahang           |
| Nam Hoa            | 2–0                  | Bengaluru FC     |
| Johor Darul Ta'zim | 5–0                  | Ayeyawady United |
| Persib Bandung     | 0–2                  | Kiệt Chí         |

Ghi chú
1. ^ Trận đấu giữa Persipura Jayapura và Pahang không được diễn ra theo lịch trình vì các cầu thủ Pahang bị từ chối nhập cảnh vào Indonesia do vấn đề visa.[17] AFC đã thông báo vào ngày 10 tháng 6 năm 2015, do đó, Persipura Jayapura đã từ bỏ trận đấu và được coi là đã thua 0-3, dựa trên Quy chế thi đấu của AFC Cup 2015 và Bộ luật kỷ luật AFC.[18]
2. ^ Các đội bóng Syria không được chơi các trận sân nhà trong nước vì lí do an ninh.
3. ^ Các đội bóng Iraq không được chơi các trận sân nhà trong nước vì lí do an ninh.

### Tứ kết
Lễ bốc thăm vòng tứ kết diễn ra vào ngày 18 tháng 6 năm 2015. Các đội cùng khu vực có thể được xếp cặp đối đầu nhau, và không có đội hạt giống, vì vậy các đội cùng hiệp hội có thể được xếp cặp đối đầu nhau.

| Đội 1              | TTS | Đội 2    | Lượt đi | Lượt về |
| ------------------ | --- | -------- | ------- | ------- |
| Al-Qadsia          | 3–2 | Al-Jaish | 3–0     | 0–2     |
| Johor Darul Ta'zim | 4–2 | Nam Hoa  | 1–1     | 3–1     |
| Al-Kuwait          | 7–1 | Kiệt Chí | 6–0     | 1–1     |
| Istiklol           | 5–3 | Pahang   | 4–0     | 1–3     |

Ghi chú
1. ^ Các đội bóng Syria không được chơi các trận sân nhà trong nước vì lí do an ninh.

### Bán kết
Ở vòng bán kết, các cặp đấu được xác định ở lễ bốc thăm vòng tứ kết.

| Đội 1     | TTS | Đội 2              | Lượt đi | Lượt về |
| --------- | --- | ------------------ | ------- | ------- |
| Al-Qadsia | w/o | Johor Darul Ta'zim | 3–1     | Huỷ bỏ  |
| Al-Kuwait | w/o | Istiklol           | 4–0     | Hủy bỏ  |

Ghi chú
1. ^ a b Vào ngày 16 tháng 10 năm 2015, Hiệp hội bóng đá Kuwait chịu cấm vận của FIFA.[20] Do đó, Al-Qadsia và Al-Kuwait không còn đủ điều kiện tham dự AFC Cup. Các trận lượt về của vòng bán kết đều bị huỷ, Johor Darul Ta'zim và Istiklol được lọt vào trận chung kết.[21]

### Chung kết
Ở trận chung kết, đội chủ nhà được xác định bởi lễ bốc thăm, diễn ra sau lễ bốc thăm vòng tứ kết.

| Istiklol | 0–1    | Johor Darul Ta'zim |
| -------- | ------ | ------------------ |
|          | Report | Velázquez 23'      |

## Giải thưởng
| Giải thưởng                | Cầu thủ          | Câu lạc bộ         |
| -------------------------- | ---------------- | ------------------ |
| Cầu thủ xuất sắc nhất giải | Mohd Safiq Rahim | Johor Darul Ta'zim |
| Vua phá lưới               | Daniel McBreen   | Nam Hoa            |
| Vua phá lưới               | Riste Naumov     | Ayeyawady United   |

## Các cầu thủ ghi bàn hàng đầu
| Xếp hạng | Cầu thủ              | Câu lạc bộ         | MD1 | MD2 | MD3 | MD4 | MD5 | MD6 | 2R | QF1 | QF2 | SF1 | SF2 | F | Tổng |
| -------- | -------------------- | ------------------ | --- | --- | --- | --- | --- | --- | -- | --- | --- | --- | --- | - | ---- |
| 1        | Daniel McBreen       | Nam Hoa            | 2   | 1   |     |     | 1   | 2   | 2  |     |     |     |     |   | 8    |
| 1        | Riste Naumov         | Ayeyawady United   | 2   |     | 2   |     | 2   | 2   |    |     |     |     |     |   | 8    |
| 3        | Dickson Nwakaeme     | Pahang             | 1   |     |     | 2   | 3   |     |    |     |     |     |     |   | 6    |
| 4        | Juan Belencoso       | Kiệt Chí           |     | 1   | 1   |     | 2   |     | 1  |     |     |     |     |   | 5    |
| 4        | Mahama Awal          | Nam Hoa            | 2   | 1   |     |     |     |     |    | 1   | 1   |     |     |   | 5    |
| 4        | Boaz Solossa         | Persipura Jayapura | 1   |     | 1   |     | 2   | 1   |    |     |     |     |     |   | 5    |
| 4        | Rogerinho            | Al-Kuwait          |     |     |     |     | 2   |     | 1  | 2   |     |     |     |   | 5    |
| 4        | Bader Al-Mutawa      | Al-Qadsia          |     |     | 2   |     | 1   |     |    | 1   |     | 1   |     |   | 5    |
| 4        | Luciano Figueroa     | Johor Darul Ta'zim |     |     |     | 1   |     | 1   | 2  | 1   |     |     |     |   | 5    |
| 10       | Ranti Martins        | East Bengal        | 1   | 1   |     | 1   |     | 1   |    |     |     |     |     |   | 4    |
| 10       | Marwan Hussein       | Al-Shorta          |     |     | 2   |     |     | 2   |    |     |     |     |     |   | 4    |
| 10       | Mahmoud Za'tara      | Al-Wehdat          | 2   | 1   |     |     |     | 1   |    |     |     |     |     |   | 4    |
| 10       | Vinícius             | Al-Kuwait          |     |     |     |     |     |     |    | 1   |     | 3   |     |   | 4    |
| 10       | Safee Sali           | Johor Darul Ta'zim | 1   |     |     |     |     | 1   |    |     | 2   |     |     |   | 4    |
| 10       | Mohd Safiq Rahim     | Johor Darul Ta'zim | 1   |     |     | 1   |     | 1   | 1  |     |     |     |     |   | 4    |
| 10       | Edison Fonseca       | Ayeyawady United   |     | 1   | 1   |     | 2   |     |    |     |     |     |     |   | 4    |
| 10       | Manuchekhr Dzhalilov | Istiklol           |     |     | 1   | 1   |     | 2   |    |     |     |     |     |   | 4    |
| 10       | Khurshed Makhmudov   | Istiklol           |     | 1   |     |     |     | 1   |    | 1   | 1   |     |     |   | 4    |

Ghi chú: Bàn thắng ghi được ở vòng loại không được tính.
Nguồn: the-AFC.com